# Милтон (округ Саратога, Њујорк)
Милтон (енгл. Milton, Saratoga County) насељено је место без административног статуса у америчкој савезној држави Њујорк.

## Демографија
По попису из 2010. године број становника је 3.087, што је 395 (14,7%) становника више него 2000. године.
| Група             | 2000.         | 2010.         |
| Белци             | 2.587 (96,1%) | 2.941 (95,3%) |
| Афроамериканци    | 20 (0,7%)     | 31 (1,0%)     |
| Азијати           | 9 (0,3%)      | 30 (1,0%)     |
| Хиспаноамериканци | 49 (1,8%)     | 47 (1,5%)     |
| Укупно            | 2.692         | 3.087         |